# Igreja de Santa Maria do Castelo (Lourinhã)
A Igreja de Santa Maria do Castelo (ou Igreja do Castelo ou ainda Antiga Igreja Matriz da Lourinhã) situa-se na freguesia de Lourinhã e Atalaia, no município da Lourinhã, no litoral da região Oeste, encontrando-se a 63 km de Lisboa e a 2,9 km da orla costeira. 
O edifício actual foi construído nos finais do século XIV, em estilo gótico. Foi classificada Monumento Nacional no dia de 29 de junho de 1922.

## História
A Lourinhã localiza-se na Estremadura, território retomado aos mouros por D. Afonso Henriques em 1147. A vila foi doada pelo rei a D. Jordão, um cavaleiro francês que provavelmente havia tomado parte da Conquista de Lisboa. Em 1160, D. Jordão construiu um castelo e povoou a vila com cristãos, havendo também construído uma primeira igreja na povoação, em estilo românico e precursora da actual, da qual porém não restam vestígios.
Quanto ao actual edifício da igreja, em estilo gótico, acredita-se que tenha sido levantado por D. Lourenço Vicente, arcebispo de Braga e natural da Lourinhã. Lourenço Vicente era amigo de D. João I e recebeu do rei o senhorio da vila em 1384. Assim, a igreja teria sido erigida entre esta data e 1397, ano da morte do donatário.
A igreja foi muito alterada em finais do século XVII, quando as fachadas foram emparedadas com pedras retiradas do antigo Castelo da localidade. Também foi modificada a rosácea da fachada principal e o interior foi rebocado, causando a perda de algumas janelas góticas. Uma torre sineira foi construída na fachada lateral sul da igreja, substituindo uma anterior. Entre 1931 e 1935 o edifício foi restaurado, liberando as fachadas góticas das paredes acrescentadas no século XVII. Foram também restaurados os portais, a rosácea e o reboco das paredes interiores foi retirado.

## Arquitetura e arte

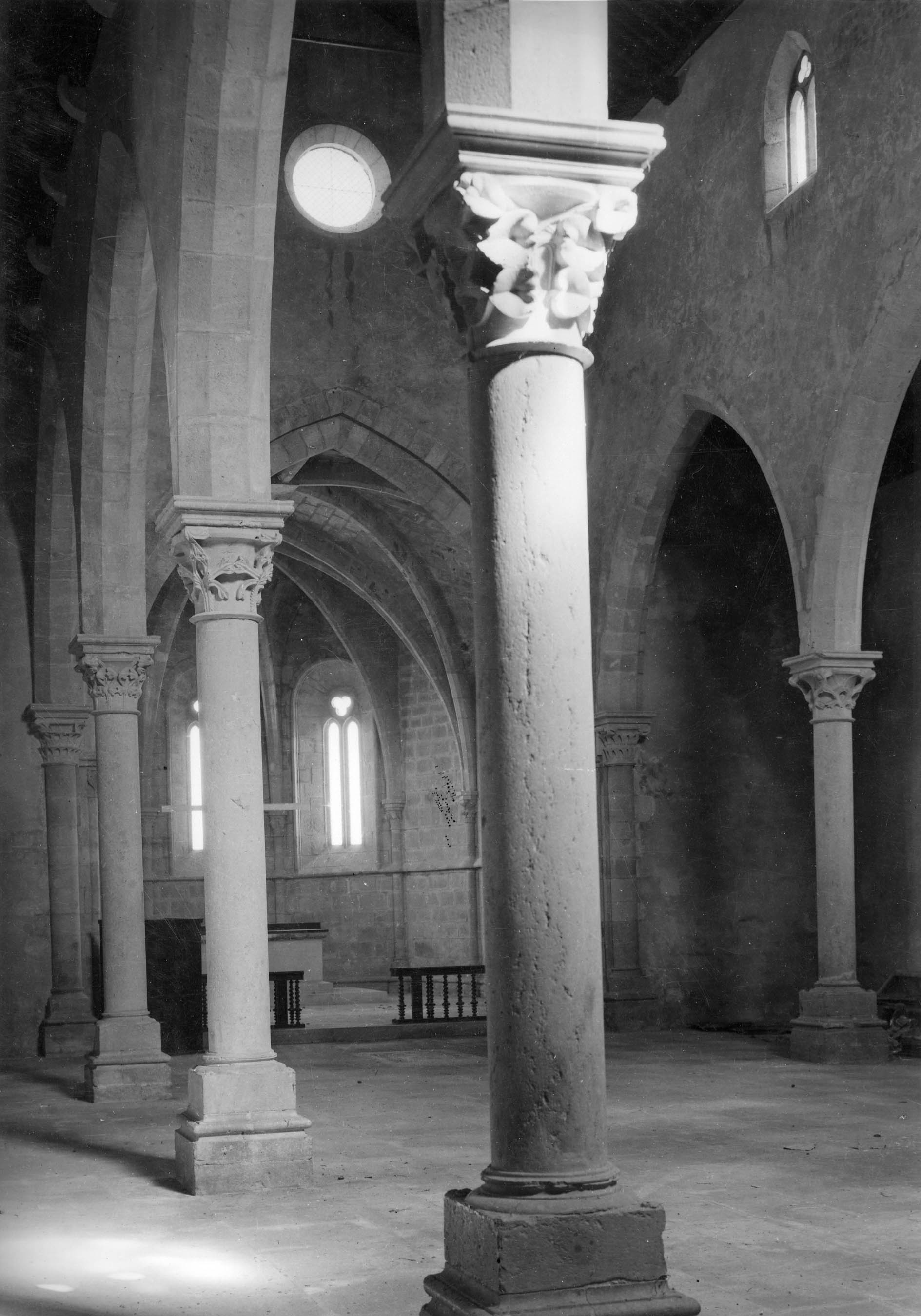
Vista geral do interior, com os capitéis góticos esculpidos.

A Igreja de Santa Maria encontra-se numa posição elevada, próximo ao antigo castelo da Lourinhã. O edifício é um típico representante dos templos paroquiais portugueses dos séculos XIII e XIV, como a Igreja de Santo André de Mafra e a Igreja de Santa Maria de Sintra. A planta é de três naves, com a central mais alta que as laterais e dotada de um clerestório. As naves estão separadas por arcos ogivais apoiados em colunas com capitéis esculpidos e estão cobertas por tectos de madeira. A abside possui uma capela-mor poligonal, com três janelões, coberta por uma abóbada pétrea de arcos ogivais com grossas nervuras, reforçada exteriormente por contrafortes.
A fachada principal exibe um portal inserido em um alfiz saliente, dotado de cinco arquivoltas com arcos apontados. Os capitéis do portal mostram personagens e cenas do Antigo e do Novo Testamento, como anjos, a Crucifixão e as Santas Mulheres. A empena triangular da fachada possui uma rosácea rendilhada, semelhante a uma localizada no transepto da Sé de Évora. Na fachada sul acha-se outro portal inserido em alfiz, de três arquivoltas com capitéis decorados com motivos vegetalistas e figuras humanas. No lado norte há outro portal gótico, mais simples.
Do ponto de vista artístico, destacam-se os capitéis vegetalistas das oito colunas dos arcos das naves, todos diferentes entre si e de grande naturalismo, uma característica que se acentua ao longo do século XIV em Portugal. Mário Chicó considerava que estes capitéis representavam a etapa de "maior perfeição" do naturalismo no gótico português.